# Heteraxinoides xanthophilis
Heteraxinoides xanthophilis är en plattmaskart. Heteraxinoides xanthophilis ingår i släktet Heteraxinoides och familjen Heteraxinidae. Inga underarter finns listade i Catalogue of Life.